# Klasika Primavera de Amorebieta
Die Klasika Primavera de Amorebieta (spanisch: Clásica Primavera de Amorebieta) ist ein baskisches Straßenradrennen.
Die Klasika Primavera ist ein Eintagesrennen, mit Start und Ziel in Amorebieta-Etxano. Der Wettbewerb wurde 1946 zum ersten Mal ausgetragen und findet seitdem jährlich Mitte April statt. Seit Einführung der UCI Europe Tour im Jahre 2005 ist das Rennen Teil dieser Rennserie und in die Kategorie 1.1 eingestuft. Rekordsieger ist der Spanier Federico Echave, der das Rennen in den 1980er und 1990er Jahren insgesamt dreimal für sich entscheiden konnte.

## Palmarès
| Jahr                         | Sieger                       | Zweiter                     | Dritter                       |          |
| ---------------------------- | ---------------------------- | --------------------------- | ----------------------------- | -------- |
| 1946                         | Dalmacio Langarica           | Miguel Lizarazu             | Francisco Expósito            |          |
| 1947                         | Miguel Poblet                | José López Gandara          | Julián Berrendero             |          |
| 1948-1954 keine Austragungen |                              |                             |                               |          |
| 1955                         | Hortensio Vidaurreta         | Jesús Loroño                | Carmelo Morales               |          |
| 1956                         | Cosme Barrutia Iturriagoitia | Jesús Morales Erostarbe     | Antón Barrutia                |          |
| 1957                         | Emilio Cruz Díaz             | Carmelo Morales             | Francisco Moreno Martínez     |          |
| 1958                         | Antonio Karmany              | Jacinto Urrestarazu         | Jesús Davoz Gorrotxategi      |          |
| 1959                         | Roberto Morales              | Carmelo Morales             | Francisco Moreno Martínez     |          |
| 1960                         | Carmelo Morales              | Felipe Alberdi              | Antonio Karmany               |          |
| 1961                         | Julio San Emeterio Abascal   | Miguel Muruaga              | Roberto Morales               |          |
| 1962                         | Francisco Gabica             | Eusebio Vélez               | Antón Barrutia                |          |
| 1963                         | Eusebio Vélez                | José Antonio Momeñe         | Manuel Martín Piñera          |          |
| 1964                         | Eusebio Vélez                | Rafael Carrasco Guerra      | José Pérez Francés            |          |
| 1965                         | José Pérez Francés           | Luis Otaño                  | Ramón Sáez Marzo              |          |
| 1966                         | Antonio Gómez del Moral      | José Antonio Momeñe         | José Pérez Francés            |          |
| 1967                         | Antonio Gómez del Moral      | José Manuel López Rodríguez | Jorge Mariné                  |          |
| 1968                         | Eusebio Vélez                | Txomin Perurena             | Salvador Canet García         |          |
| 1969                         | José Manuel Lasa             | Antonio Gómez del Moral     | José Manuel López Rodríguez   |          |
| 1970                         | Carlos Echevarría            | Joaquín Galera              | Jesús Aranzabal               |          |
| 1971                         | Txomin Perurena              | José Manuel López Rodríguez | Agustín Tamames               |          |
| 1972                         | José Gómez                   | José Luis Abilleira         | Agustín Tamames               |          |
| 1973                         | Miguel María Lasa            | José Luis Abilleira         | Ventura Díaz                  |          |
| 1974                         | Andrés Oliva                 | Txomin Perurena             | José Luis Abilleira           |          |
| 1975                         | Antonio Martos Aguilar       | José Martins Freitas        | José Antonio González Linares |          |
| 1976                         | José Enrique Cima            | Francisco Elorriaga         | Eulalio García                |          |
| 1977                         | Vicente López Carril         | José Enrique Cima           | Klaus-Peter Thaler            |          |
| 1978                         | Txomin Perurena              | Jesús Suárez Cueva          | Eulalio García                |          |
| 1979                         | Miguel María Lasa            | Dominique Sanders           | Jesús Suárez Cueva            |          |
| 1980                         | Juan Fernández Martín        | Miguel María Lasa           | Pedro Vilardebo               |          |
| 1981                         | José Luis López Cerrón       | Eulalio García              | Vicente Belda                 |          |
| 1982                         | Jesús Suárez Cueva           | Eulalio García              | Juan Fernández Martín         |          |
| 1983                         | Juan Fernández Martín        | Juan-Carlos Alonso          | Marino Lejarreta              |          |
| 1984                         | José Luis Navarro            | Jesús Rodríguez Magro       | Felipe Yáñez                  |          |
| 1985                         | Federico Echave              | José Recio                  | Iñaki Gastón                  |          |
| 1986                         | Federico Echave              | Marino Lejarreta            | Peter Hilse                   |          |
| 1987                         | Julián Gorospe               | Federico Echave             | Marino Lejarreta              |          |
| 1988                         | Jørgen Vagn Pedersen         | Peter Hilse                 | Vicente Ridaura               |          |
| 1989                         | Marino Lejarreta             | Álvaro Pino                 | Federico Echave               |          |
| 1990                         | Iñaki Gastón                 | Jesús Montoya               | Marino Lejarreta              |          |
| 1991                         | Jesús Montoya                | Julián Gorospe              | Jon Unzaga                    |          |
| 1992                         | Federico Echave              | Mikel Zarrabeitia           | Iñaki Gastón                  |          |
| 1993                         | Jon Unzaga                   | Pedro Delgado               | Fernando Escartín             |          |
| 1994                         | Melchor Mauri                | Jesús Montoya               | Raúl Alcalá                   |          |
| 1995                         | Laurent Jalabert             | Mauro Gianetti              | Fernando Escartín             |          |
| 1996                         | Mauro Gianetti               | Pascal Richard              | Pēteris Ugrjumovs             |          |
| 1997                         | Mikel Zarrabeitia            | Laurent Jalabert            | Stéphane Heulot               |          |
| 1998                         | Roberto Heras                | Udo Bölts                   | Daniel Clavero                |          |
| 1999                         | Roberto Heras                | Davide Rebellin             | David Etxebarria              |          |
| 2000                         | Unai Etxebarria              | Udo Bölts                   | Roberto Heras                 |          |
| 2001                         | Igor Astarloa                | Eddy Mazzoleni              | Gianni Faresin                |          |
| 2002                         | Ángel Vicioso                | Unai Etxebarria             | David Etxebarria              |          |
| 2003                         | Alejandro Valverde           | Samuel Sánchez              | Nicki Sørensen                |          |
| 2004                         | Alejandro Valverde           | Eddy Mazzoleni              | Jens Voigt                    |          |
| 2005                         | David Etxebarria             | Damiano Cunego              | Aitor Osa                     |          |
| 2006                         | Carlos Sastre                | Damiano Cunego              | Joaquim Rodríguez             |          |
| 2007                         | Joaquim Rodríguez            | Alejandro Valverde          | Matteo Bono                   |          |
| 2008                         | Damiano Cunego               | Alejandro Valverde          | Kjell Carlström               |          |
| 2009                         | Alejandro Valverde           | Egoi Martínez               | José Herrada                  |          |
| 2010                         | Samuel Sánchez               | Igor Antón                  | Fränk Schleck                 |          |
| 2011                         | Jonathan Hivert              | David López García          | Nick Nuyens                   |          |
| 2012                         | Giovanni Visconti            | Alejandro Valverde          | Igor Antón                    |          |
| 2013                         | Rui Costa                    | Pablo Urtasun               | Alberto Contador              |          |
| 2014                         | Pello Bilbao                 | Gorka Izagirre              | David Belda                   |          |
| 2015                         | José Herrada                 | Jewgeni Schalunow           | Carlos Barbero                |          |
| 2016                         | Giovanni Visconti            | Gorka Izagirre              | Sergio Pardilla               |          |
| 2017                         | Gorka Izagirre               | Wilmar Paredes              | Rui Vinhas                    |          |
| 2018                         | Andrey Amador                | Alejandro Valverde          | Wilmar Paredes                |          |
| 2019                         | Carlos Betancur              | Carlos Quintero             | Eduard Prades                 |          |
| 2020                         | abgesagt                     | abgesagt                    | abgesagt                      | abgesagt |
| 2021                         | abgesagt                     | abgesagt                    | abgesagt                      | abgesagt |